# Малое Ананкино
Малое Ананкино (Ананкино) — деревня в Селижаровском районе Тверской области. Относится к Оковецкому сельскому поселению. До 2006 года была центром Малоананкинского сельского округа.

Расположено в 36 километрах к юго-востоку от районного центра Селижарово, в 10 км к от деревни Оковцы.
Рядом, на запад — деревня Большое Ананкино, в 1,5 км к востоку — река Солодомля.

В 1997 году — 43 хозяйства, 116 жителей. По переписи 2002 года — 98 человек; 44 мужчины, 54 женщины.
Возникла в середине XIX века как крестьянский выселок на выкупленной земле. Название — по соседней деревне Ананькино (которая стала Большое Ананкино), относившейся к Никоновской волости Ржевского уезда Тверской губернии. В 1883 году владельцем земли был крестьянин З.Федоров с товарищами; им принадлежало 400 десятин земли, 5 жилых, 19 хозяйственных построек на сумму 2400 рублей. По переписи 1920 года в деревне — 20 дворов, 100 жит. В 1921 году Ананкино — центр одноимённого сельсовета Никоновской волости, в 1925 — в Елецкой волости Ржевского уезда. В 1930-50-е годы — центр сельсовета Кировского района Калининской области.

## Население
| 2010 |
| ---- |
| 86   |